# Evgenij Bronislavovič Pašukanis
Evgenij Bronislavovič Pašukanis o Eughenij Bronislavovic Pasukanis (o Pashukanis), in russo Евгений Брониславович Пашуканис? (Starica, 23 febbraio 1891 – 4 settembre 1937) è stato un giurista sovietico.

## Gli anni giovanili
Pašukanis nacque a Starica, nell'allora governatorato di Tver', da una famiglia lituana originaria di Kaunas. Iniziò gli studi giuridici all'Università di San Pietroburgo, da dove fu espulso in seguito alla sua adesione al movimento socialista russo. Inviso alle autorità zariste, dovette lasciare la Russia e completare i suoi studi in Germania, all'Università di Monaco di Baviera, dove si specializzò in diritto ed economia politica.
Durante la rivoluzione d'ottobre prestò il suo appoggio ai bolscevichi, partito cui si era legato sin dal 1912. Per alcuni anni, a partire dal 1918, operò come giudice nella regione di Mosca, lavorando poi, nei primi anni venti, come consulente giuridico per il commissariato del popolo per gli affari esteri. Contemporaneamente intraprese la carriera accademica.

## L'affermazione
Nel 1924 pubblicò la sua più importante opera, intitolata "La teoria generale del diritto e il marxismo" (“Obščaja teorija prava i marksism”), che lo fece emergere come uno dei principali filosofi del diritto marxisti e gli valse una vasta notorietà anche fuori dall'URSS. Già sul finire degli anni venti, le teorie di Pašukanis divennero un punto di riferimento essenziale per i giuristi sovietici, ed egli fu il primo filosofo del diritto sovietico a godere di una notevole considerazione accademica all'estero.
Nell'opera di Pašukanis venne elaborato per la prima volta il principio di corrispondenza dei fini, elemento fondante del diritto sovietico, sviluppato successivamente assieme a Nikolaj Krylenko. Negli anni successivi prese parte ai lavori preparatori della Costituzione sovietica del 1936, conosciuta anche come "la Costituzione di Stalin". Nell'Unione Sovietica di Stalin ricoprì incarichi di grande prestigio: membro dell'Accademia socialista, fu direttore dell'Istituto per il diritto sovietico dal 1931, e nel 1936 divenne Commissario del popolo per la giustizia.

## I contrasti con Stalin e la caduta
Dopo il 1928, iniziò ad emergere una evidente incompatibilità tra le teorie di Pasukanis e le priorità del primo piano quinquennale. Ciò portò Pašukanis a rivedere parzialmente le sue posizioni, tentando di conciliare la dottrina originaria di Marx con le nuove concezioni imposte da Stalin. Egli rifiutò, tuttavia, di accettare le critiche del suo avversario filo-stalinista Andrej Vyšinskij, il che gli costò un crescente contrasto con Stalin, e di conseguenza la fine della carriera.
Pasukanis scomparve senza lasciare traccia nel 1937, probabilmente vittima delle purghe staliniane per mano dei servizi segreti. Dopo la sua scomparsa fu indicato come "nemico del popolo", e il suo successore Vyšinskij si prodigò per ridurre l'influenza delle sue teorie nel mondo accademico, e per dare al sistema giuridico sovietico basi dottrinali più conformi ai dettami stalinisti. Pašukanis fu riabilitato ufficialmente nel 1956, in seguito al processo di destalinizzazione avviato da Nikita Chruščёv.

## Le teorie fondamentali e le critiche
Nelle sue opere, Pašukanis identifica nel diritto l'espressione di rapporti di classe tipici del sistema produttivo capitalistico. Il diritto borghese accoglie una nozione di individuo che corrisponde a quella di soggetto economico, compratore o venditore, operante su un mercato.
Secondo la sua visione, il fenomeno giuridico sorge infatti quando inizia l'opposizione tra le classi, cioè quando gli esseri umani diventano portatori di diritti in quanto soggetti economici appartenenti ad una certa classe. Pasukanis nega l'esistenza di un diritto "proletario", ed afferma la necessità dello smantellamento del sistema giuridico nel passaggio dallo stato socialista alla società comunista.
Le critiche che furono mosse a Pašukanis si appuntarono principalmente su questo aspetto, in quanto il progetto stalinista di società prevedeva il rafforzamento dell'apparato burocratico statale e, di conseguenza, del sistema giuridico. Ad avviso degli stalinisti, il diritto era uno strumento centrale per assicurare la dittatura del proletariato. Nella prospettiva della lotta di classe, quindi, il proletariato avrebbe dovuto usare il diritto esattamente come le altre classi avevano fatto in passato per imporre e perpetuare la loro supremazia.
(E. B. Pašukanis, Obščaja teorija prava i marksizm, La Teoria generale del diritto e il marxismo, tr. it. e introduzione (pp. V-LI) di U. Cerroni, in P. I. Stučka, E. B. Pašukanis, A. J. Vyšinskij, M. S. Strogovič, Teorie sovietiche del diritto, Milano 1964))

## Opere
- Obščaja teorija prava i marksizm (La teoria generale del diritto e il marxismo), Sotsakad, Mosca, 1924.
- Lenin i voprosy prava (Lenin e i problemi del diritto), Mosca, 1925
- Marksistskaja teorija prava i stroitel'stvo socializma (La teoria marxista del diritto e la costruzione del socialismo), 1927
- O revoljucionnych momentach v istorii anglijskogo gosudarstva i anglijskogo prava (Elementi rivoluzionari nella storia dello stato e del diritto inglesi), 1927
- Èkonomika i pravovoe regulirovanie (Economia e regolamentazione giuridica), 1929
- Sovetskij gosudarstvennyj apparat v bor'be s bjurokratizmom (L'apparato statale sovietico e la battaglia contro la burocrazia), 1929
- Gegel'. Gosudarstvo i pravo (Hegel. Stato e diritto), 1931
- Za markso-leninskuiu teoriju gosudarstva i prava (Per una teoria marxista-leninista dello Stato e del diritto), 1931
- Proletarskoe gosudarstvo ipostroenie besklassovogo obščestva (Lo Stato proletario e la costruzione di una società senza classi), 1932
- Marks i proletarskoe gosudarstvo (Marx e lo Stato proletario), Mosca e Leningrado, 1933
- Gosudarstvo i pravo pri socializme (Stato e diritto nel socialismo), 1936
- Iz leninskogo nasledstva: k leninskoi teorii gosudarstva i proletarskoi revoljucii (Dall'eredità leninista: verso la teoria leninista dello Stato e della rivoluzione proletaria), Mosca, 1939